# Dylta herrgård
Dylta herrgård, eller Dylta bruksherrgård, är en bruksherrgårdsbyggnad vid Dylta bruk, Axbergs socken, Närke i Örebro kommun.
Bruksherrgården, i sin nuvarande utformning, ritades på 1860-talet av Johan Fredrik Åbom, och han utgick från den tidigare byggnaden som uppfördes av Samuel Åkerhielm hundra år tidigare. Herrgården består av en huvudbyggnad av trä och flyglar. 
Dagens verksamhet består bland annat av skogsbruk, jordbruk, fiskodling, hyresverksamhet och viltbruk.[källa behövs]